# باشگاه فوتبال کوبلنتس
باشگاه فوتبال کوبلنتس (انگلیسی: TuS Koblenz) یک باشگاه فوتبال مستقر در کوبلنتس، آلمان است. این باشگاه در حال حاضر در رگیونالیگا سودوست، چهارمین سطح لیگ فوتبال در آلمان به فعالیت می‌پردازد.

## بازیکنان برجسته
- فریدون زندی